# Vosges (serralada)

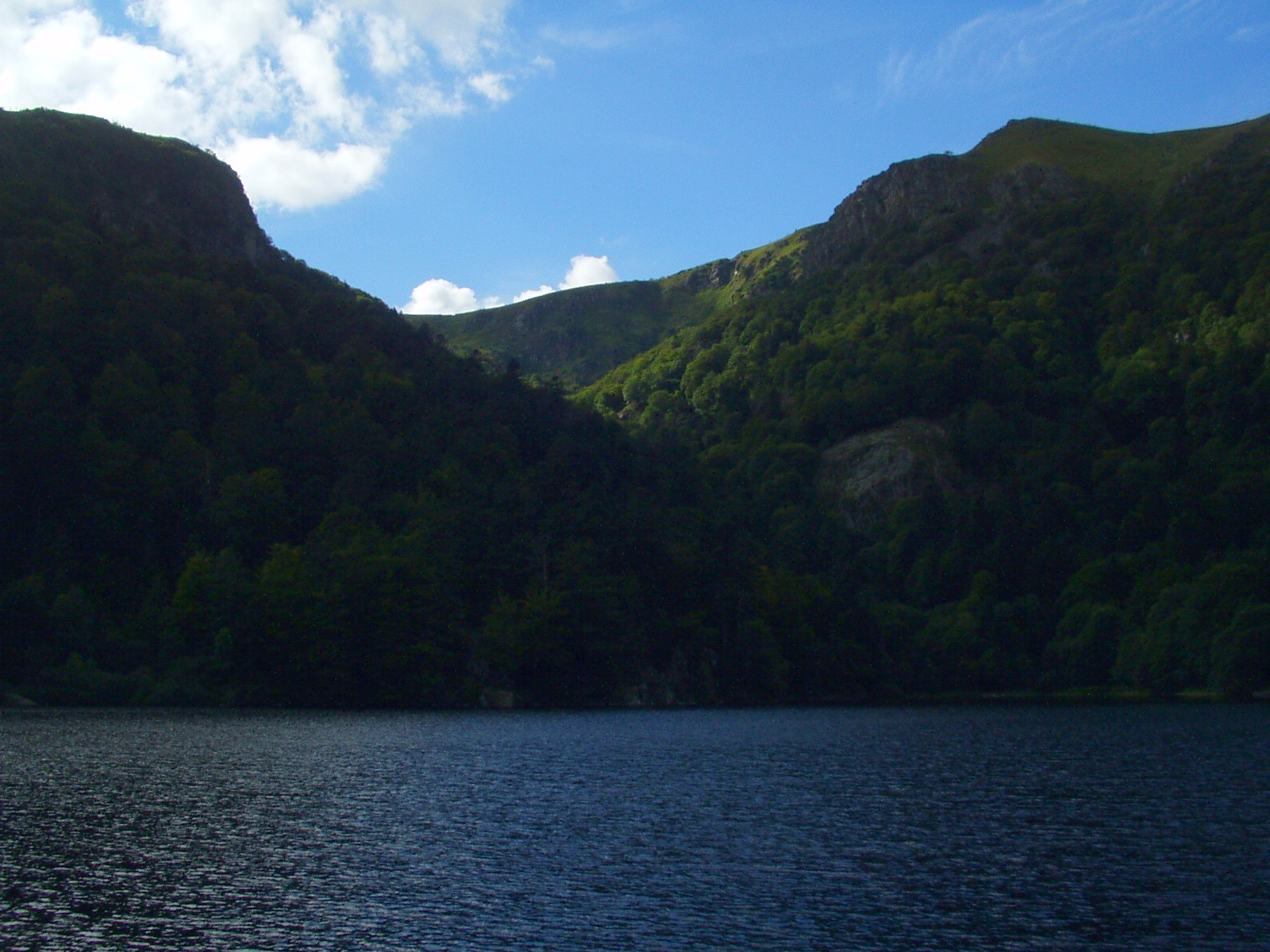
Llac de Schiessrothried als Vosges

Els Vosges (en alemany Vogesen) són una serralada de l'est de França paral·lela al Rin per la seva riba esquerra. Té uns 250 km en direcció sud-oest a nord-est, entre la Vall de Saverne (Tabernae) al nord, el pas de Belfort al sud, l'altiplà triàsic de la Lorena i els turons de les Faucilles a l'oest, i la plana d'Alsàcia a l'est. El punt culminant és el Ballon de Gebweiler de 1.424 metres, al sud de la serralada (cap al nord l'altura és molt inferior i ronda els 400 metres). El seu nom antic fou Vosegus (també Vogesus) 
Juli Cèsar va entaular combat amb Ariovist el 58 aC entre el sud dels Vosges i el Rin.
La regió fou poblada pels sèquans; els leucs i mediomàtrics eren al nord d'aquestos i a l'est dels Vosges; i entre els Vosges i el Rin vivien també els rauracs, tribocs, nèmetes, vangíons i ceracates. La taula de Peutinger marca la regió com a Silva Vosagus.
La seva carena marca la frontera entre els les regions de la Lorena (a l'oest) i l'Alsàcia (a l'est).